# ヘクター・ペレス (野球)
ヘクター・アントニオ・ペレス（Héctor Antonio Pérez, 1996年6月6日 - ）は、ドミニカ共和国サントドミンゴ出身のプロ野球選手（投手）。右投右打。

## 経歴

### プロ入りとアストロズ傘下時代
2014年にアマチュア・フリーエージェントでヒューストン・アストロズと契約してプロ入り。
翌2015年に傘下のルーキー級ドミニカン・サマーリーグ・アストロズでプロデビュー。ルーキー級ガルフ・コーストリーグ・アストロズ、アパラチアンリーグのルーキー級グリーンビル・アストロズでもプレーし、3球団合計で17試合（先発10試合）に登板して2勝0敗1セーブ、防御率1.64、50奪三振を記録した。
2016年はA-級トリシティ・バレーキャッツとA級クァッドシティーズ・リバーバンディッツでプレーし、2球団合計で14試合（先発10試合）に登板して4勝1敗、防御率3.15、80奪三振を記録した。
2017年はA級クァッドシティーズとA+級ビューズクリーク・アストロズでプレーし、2球団合計で25試合（先発17試合）に登板して7勝6敗2セーブ、防御率3.44、128奪三振を記録した。
2018年はA+級ビューズクリークとAA級コーパスクリスティ・フックスでプレーした。

### ブルージェイズ時代
2018年7月30日にロベルト・オスーナとのトレードで、ケン・ジャイルズ、デビッド・ポーリーノと共にトロント・ブルージェイズへ移籍した。移籍後は傘下のAA級ニューハンプシャー・フィッシャーキャッツでプレーし、移籍前を含めた3球団合計で27試合（先発18試合）に登板して3勝5敗2セーブ、防御率3.76、64奪三振を記録した。オフの11月20日にルール・ファイブ・ドラフトでの流出を防ぐために40人枠入りした。
2019年は傘下のAA級ニューハンプシャー・フィッシャーキャッツでプレーし、26試合（先発24試合）に登板して7勝6敗、防御率4.60、117奪三振を記録した。
2020年9月16日にメジャー初昇格を果たし、同日のニューヨーク・ヤンキース戦でメジャーデビューを果たした。

### レッズ傘下時代
2021年1月22日に後日発表選手または金銭とのトレードで、シンシナティ・レッズへ移籍した。6月2日にDFAとなり、7日にマイナー契約となった（そのまま傘下のAAA級ルイビル・バッツ所属。） 。

### オリオールズ傘下時代
2022年5月19日、ボルティモア・オリオールズとマイナー契約を結んだ。

### レイズ時代
2022年12月7日、タンパベイ・レイズとマイナー契約を結んだ。8月にメジャーに昇格するも、1試合のみの登板でDFAとなった。

### 台湾・統一時代
2024年3月2日、台湾プロ野球の統一ライオンズと契約した。

## 詳細情報

### 年度別投手成績
| 年 度    | 球 団    | 登 板 | 先 発 | 完 投 | 完 封 | 無 四 球 | 勝 利 | 敗 戦 | セ 丨 ブ | ホ 丨 ル ド | 勝 率 | 打 者 | 投 球 回 | 被 安 打 | 被 本 塁 打 | 与 四 球 | 敬 遠 | 与 死 球 | 奪 三 振 | 暴 投 | ボ 丨 ク | 失 点 | 自 責 点 | 防 御 率 | W H I P |
| -------- | -------- | ----- | ----- | ----- | ----- | -------- | ----- | ----- | -------- | ----------- | ----- | ----- | -------- | -------- | ----------- | -------- | ----- | -------- | -------- | ----- | -------- | ----- | -------- | -------- | ------- |
| 2020     | TOR      | 1     | 0     | 0     | 0     | 0        | 0     | 0     | 0        | 0           | ----  | 10    | 1.2      | 3        | 1           | 3        | 0     | 0        | 1        | 0     | 0        | 2     | 2        | 10.80    | 3.60    |
| MLB：1年 | MLB：1年 | 1     | 0     | 0     | 0     | 0        | 0     | 0     | 0        | 0           | ----  | 10    | 1.2      | 3        | 1           | 3        | 0     | 0        | 1        | 0     | 0        | 2     | 2        | 10.80    | 3.60    |

- 2020年度シーズン終了時

### 年度別守備成績
| 年 度 | 球 団 | 投手（P） | 投手（P） | 投手（P） | 投手（P） | 投手（P） | 投手（P） |
| 年 度 | 球 団 | 試 合     | 刺 殺     | 補 殺     | 失 策     | 併 殺     | 守 備 率  |
| ----- | ----- | --------- | --------- | --------- | --------- | --------- | --------- |
| 2020  | TOR   | 1         | 0         | 0         | 0         | 0         | ----      |
| MLB   | MLB   | 1         | 0         | 0         | 0         | 0         | ----      |

- 2020年度シーズン終了時

### 背番号
- 64（2020年）
- 67（2023年）
- 43（2024年 - ）